# Aiguilles du Diable
Las Aiguilles du Diable (en francés, literalmente "Agujas del Diablo") son una arista del Grupo del Mont Blanc du Tacul en el macizo del Mont Blanc. Se encuentra a lo largo de la cresta que desde el Mont Blanc du Tacul desciende hasta el Grand Capucin. A esta Arête du Diable (Arista del Diablo) se le considera en la lista UIAA como cinco picos independientes dentro de la lista de los 82 cuatromiles de los Alpes:
- L'Isolée - 4.114 m; prominencia de 36 m. Se le llama así, "La aislada", porque no se encuentra a lo largo de la línea de cresta sino ligeramente apartada del filo de la cresta.
- Pointe Carmen - 4.109 m; prominencia de 54 m
- Pointe Médiane - 4.097 m; prominencia de 25 m
- Pointe Chaubert - 4.074 m; prominencia de 57 m
- Corne du Diable - 4.064 m; prominencia de 17 m

Explica la UIAA que según el criterio topográfico deben considerarse todas cimas, con la excepción del Corne du Diable (desnivel: 17 m). Pero por la importancia alpinística y la frecuencia del itinerario que toca esta aguja y su morfología (similar a las otras agujas del grupo), se consideró las cinco Aiguilles du Diable como un complejo homogéneo, comprendiendo también el Corne du Diable.

## Primeras ascensiones
Las primeras ascensiones de las Aiguilles du Diable se realizaron en los años veinte sobre todo por el impulso del gran guía Armand Charlet de Chamonix:
- La Pointe Carmen: el 13 de agosto de 1923 por H. Bregeault, Paul Chevalier y Jacques de Lépiney;
- L'Isolée: el 8 de julio de 1925 por Armand Charlet y A. Ravanel;
- La Pointe Chaubert y el Corne du Diable: el 1 de septiembre de 1925 por J. Chaubert con Armand Charlet y A. Ravanel;
- La Pointe Médiane: el 27 de julio de 1926 por E.R. Blanchet y J. Chaubert con Armand Charlet y J. Devouassoux. És el último cuatromil de los Alpes que fue ascendido.
- la travesía integral de las Aiguilles du Diable (ascenso de las cinco cimas partiendo desde el Corne du Diable): el 4 de agosto de 1928 por Mrs. O'Brien y R.L.M. Underhill con Armand Charlet y G. Cachat.

## Clasificación SOIUSA
Según la clasificación SOIUSA, las Aiguilles du Diable pertenecen:
- Gran parte: Alpes occidentales
- Gran sector: Alpes del noroeste
- Sección: Alpes Grayos
- Subsección: Alpes del Mont Blanc
- Supergrupo: Macizo del Mont Blanc
- Grupo: Grupo del Mont Blanc
- Subgrupo: Grupo del Mont Blanc du Tacul
- Código: I/B-7.V-B.2.e

## Enlaces externos

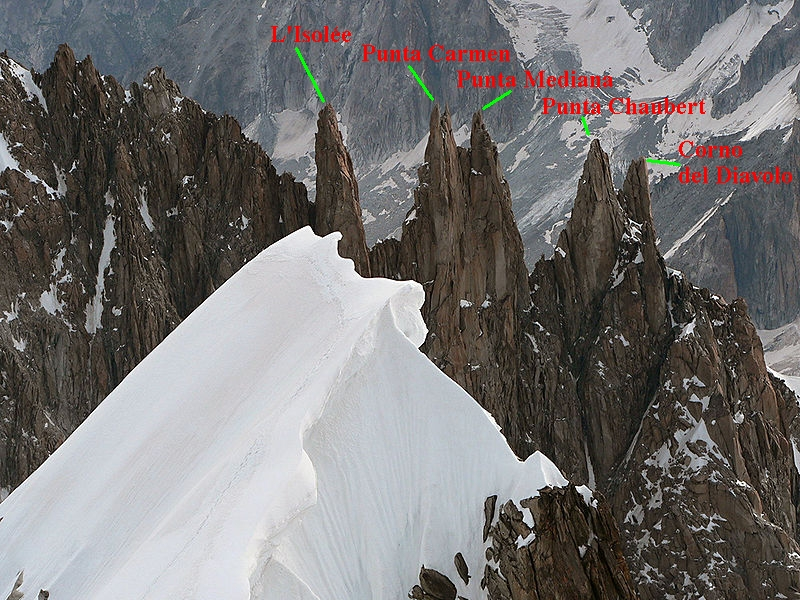
Las Aiguilles du Diable con indicación de las cimas; vistas desde la arista Küffner del Mont Maudit.